# Sperandio (medaglista)

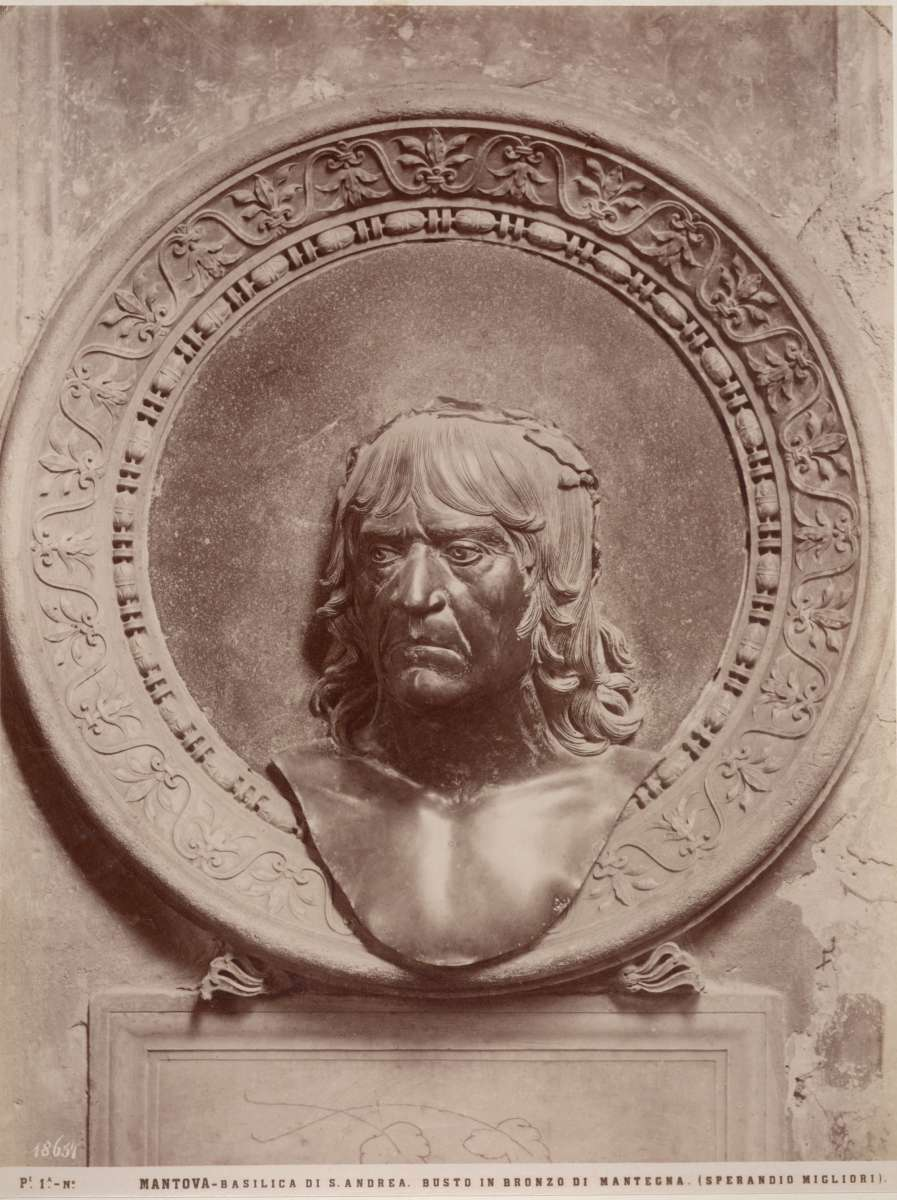
Busto di Andrea Mantegna (attribuzioni: Gian Marco Cavalli, Andrea Mantegna, Sperandio Savelli, Sperandio Miglioli), scultura in bronzo, Basilica di Sant'Andrea (Mantova), Cappella Mantegna, fine XV secolo.

Sperandio di Bartolommeo de' Savelli (Mantova, 1431 circa – Venezia, 1504) è stato un medaglista e scultore italiano.

## Biografia
Figlio dell’orefice Bartolomeo di Sperandio Savelli, fu attivo soprattutto alla corte estense, dove prese il posto di Pisanello, ma lavorò anche per altri principi italiani, come Federico da Montefeltro e per i Gonzaga di Mantova.
In occasione della sua vittoria nella battaglia di Fornovo del 1495, il marchese di Mantova Francesco II Gonzaga gli commissionò una medaglia sulla quale era scritto: Ob Restitutam Italiae Libertatem (per aver ridato libertà all'Italia).

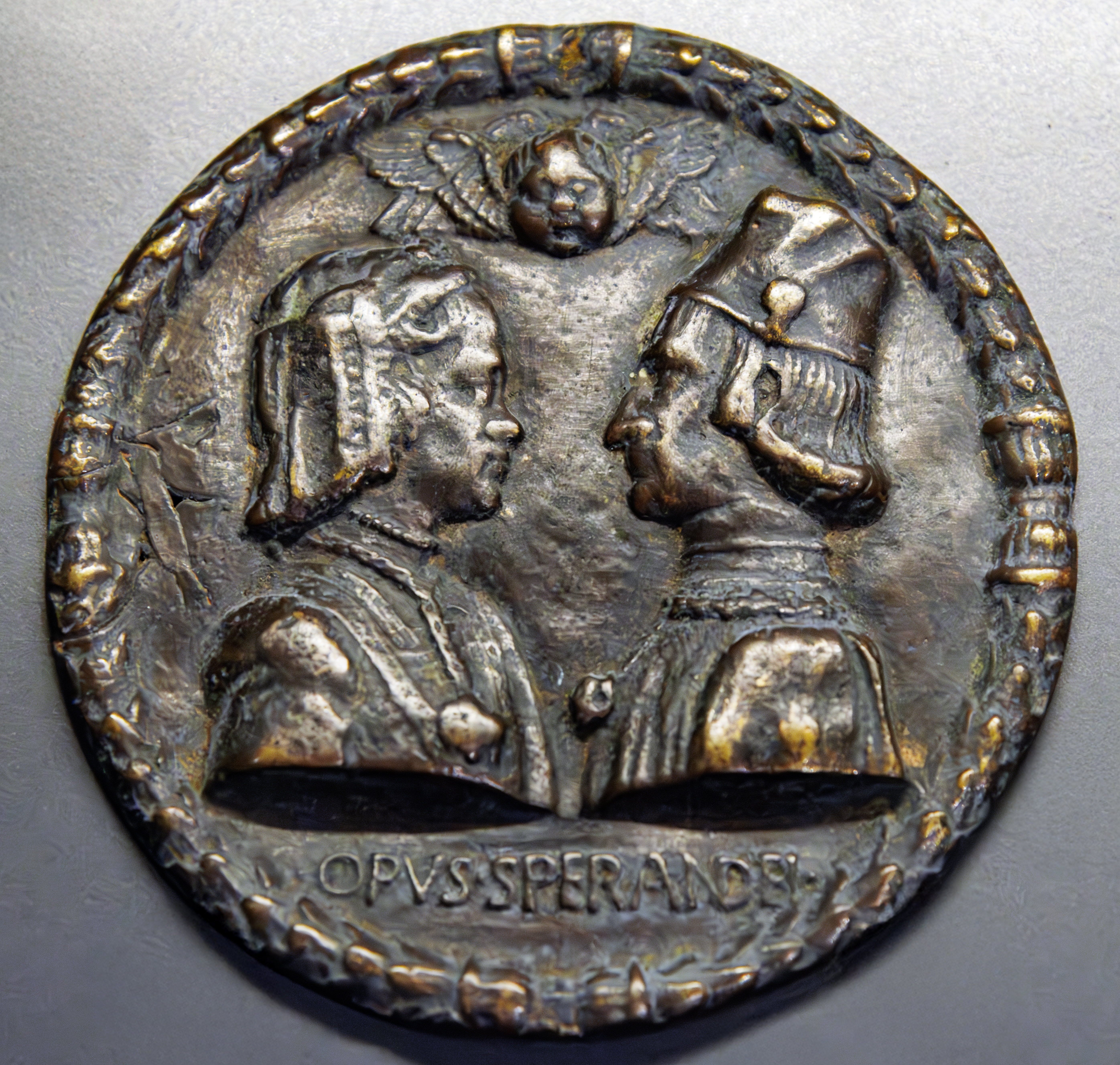
Medaglia di Eleonora d'Aragona e Ercole I d'Este, 1473, Museo Civico, Treviso
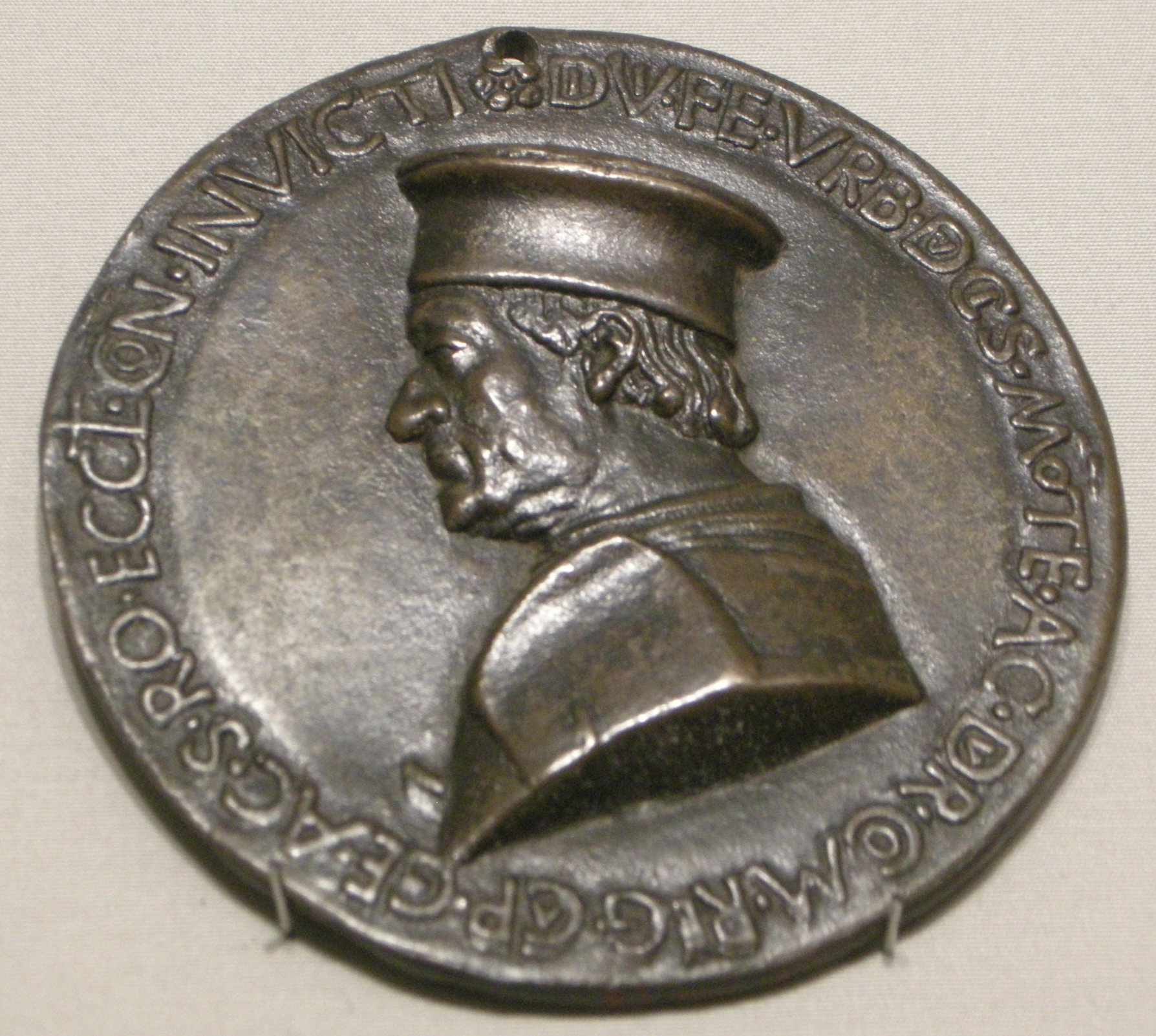
Medaglia di Federico da Montefeltro, 1482 circa, Metropolitan Museum
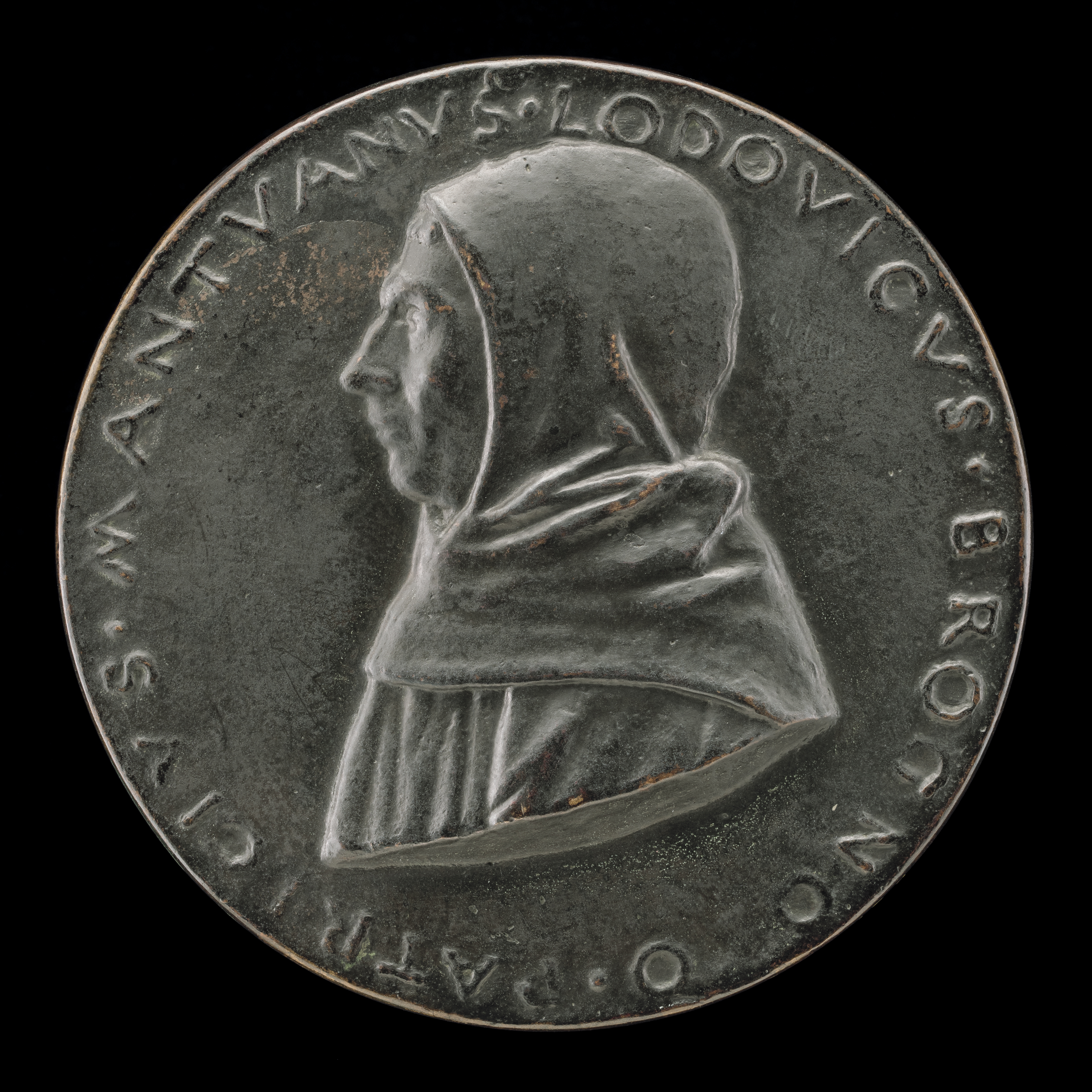
Medaglia di Ludovico Brognolo, National Gallery of Art, 1495/1496.